# Liste der Biografien/Wesn
Liste der Biografien |
Portal Biografien |
Personensuche
# |
A |
B |
C |
D |
E |
F |
G |
H |
I |
J |
K |
L |
M |
N |
O |
P |
Q |
R |
S |
T |
U |
V |
W |
X |
Y |
Z |
?
 
Wa |
Wc |
Wd |
We |
Wh |
Wi |
Wj |
Wl |
Wn |
Wo |
Wr |
Ws |
Wt |
Wu |
Ww |
Wy |
Wz
 
Wea |
Web |
Wec |
Wed |
Wee |
Wef |
Weg |
Weh |
Wei |
Wej |
Wek |
Wel |
Wem |
Wen |
Weo |
Wep |
Wer |
Wes |
Wet |
Weu |
Wev |
Wew |
Wex |
Wey |
Wez
 
Wesa |
Wesc |
Wesd |
Wese |
Wesh |
Wesj |
Wesk |
Wesl |
Wesn |
Weso |
Wesp |
Wess |
West |
Wesz
Die Liste der Biografien führt alle Personen auf, die in der deutschsprachigen Wikipedia einen Artikel haben. Dieses ist eine Teilliste mit 8 Einträgen von Personen, deren Namen mit den Buchstaben „Wesn“ beginnt.

## Wesn

### Wesne
- Wesner, Alexa (* 1972), US-amerikanische Unternehmerin und Diplomatin
- Wesner, Nicole (* 1977), deutsche Boxerin
- Wesner, Roland (1940–1987), deutscher Maler

### Wesni
- Wesnigk, C. Cay (* 1962), deutscher Drehbuchautor, Filmproduzent und -regisseur
- Wesnin, Alexander Alexandrowitsch (1883–1959), russisch-sowjetischer Architekt und Hochschullehrer
- Wesnin, Leonid Alexandrowitsch (1880–1933), russischer Architekt und Hochschullehrer
- Wesnin, Wiktor Alexandrowitsch (1882–1950), russisch-sowjetischer Architekt und Hochschullehrer
- Wesnina, Jelena Sergejewna (* 1986), russische TennisspielerinJelena Sergejewna Wesnina (* 1986)

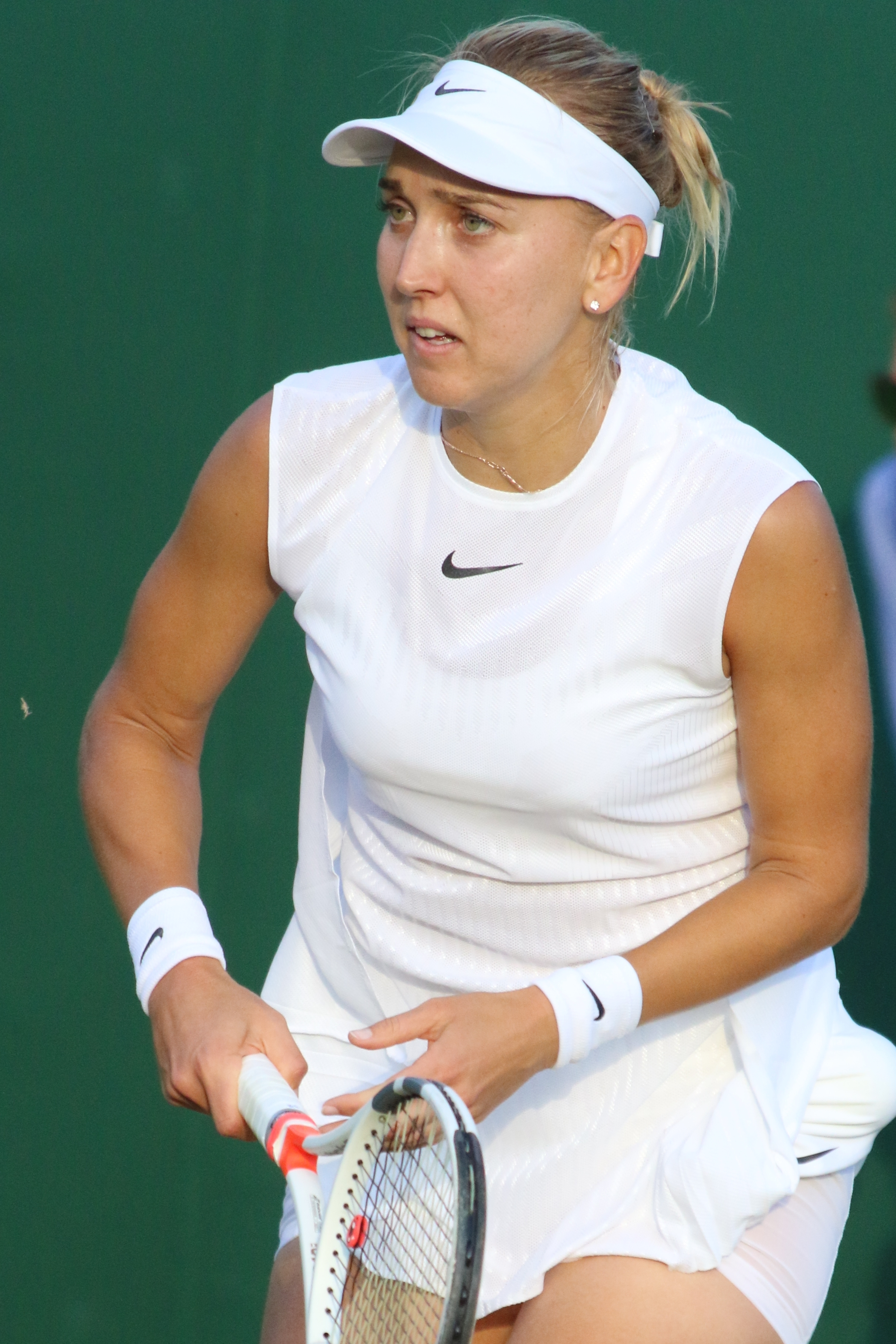
Jelena Sergejewna Wesnina (* 1986)